# Mount Villingili
Mount Villingili je nejvyšší vrchol státu Maledivy. Měří pouhých 5,1 metrů a jedná se také o nejnižší horu světa.

## Poloha
Mount Villigili se nachází v souostroví Maledivy na ostrově Villingili, podle kterého dostala své jméno. Konkrétně je vrchol kopce na páté jamce tamějšího golfového hřiště, blízko hotelového resortu.

## Historie
Nová „hora“ byla poprvé změřena v roce 2013 a s naměřenou výškou 5,1 metrů nad mořem se stala novou nejvyšší horou Malediv a o 2,7 metrů tím překonala bývalou nepojmenovanou nejvyšší horou Malediv.